# Cerkiew św. Michała Archanioła w Roztokach Dolnych
Cerkiew św. Michała Archanioła w Roztokach Dolnych – dawna drewniana filialna cerkiew greckokatolicka, znajdująca się w Roztokach Dolnych. Obecnie rzymskokatolicki kościół filialny pod tym samym wezwaniem parafii w Mchawie.
Zbudowana w 1830, odnowiona w 1937, należała do parafii greckokatolickiej w Mchawie. Po wojnie (w 1947 r.) została przejęta przez Kościół rzymskokatolicki. Otacza ją cmentarz - dawniej greckokatolicki, obecnie rzymskokatolicki.
Konstrukcji zrębowej, od zewnątrz szalowana deskami. Dach kryty blachą. W 1983 r. remontowana: w tym czasie dobudowano kruchtę i dwie wieże. Usuwając z wnętrza pozostałości ikonostasu pozostawiono ikonę Matki Bożej z Dzieciątkiem (z XVII w.). Okazała część dawnego prezbiterium stanowi obecnie obudowę tabernakulum. Na strychu przechowywana jest zabytkowa fisharmonia.

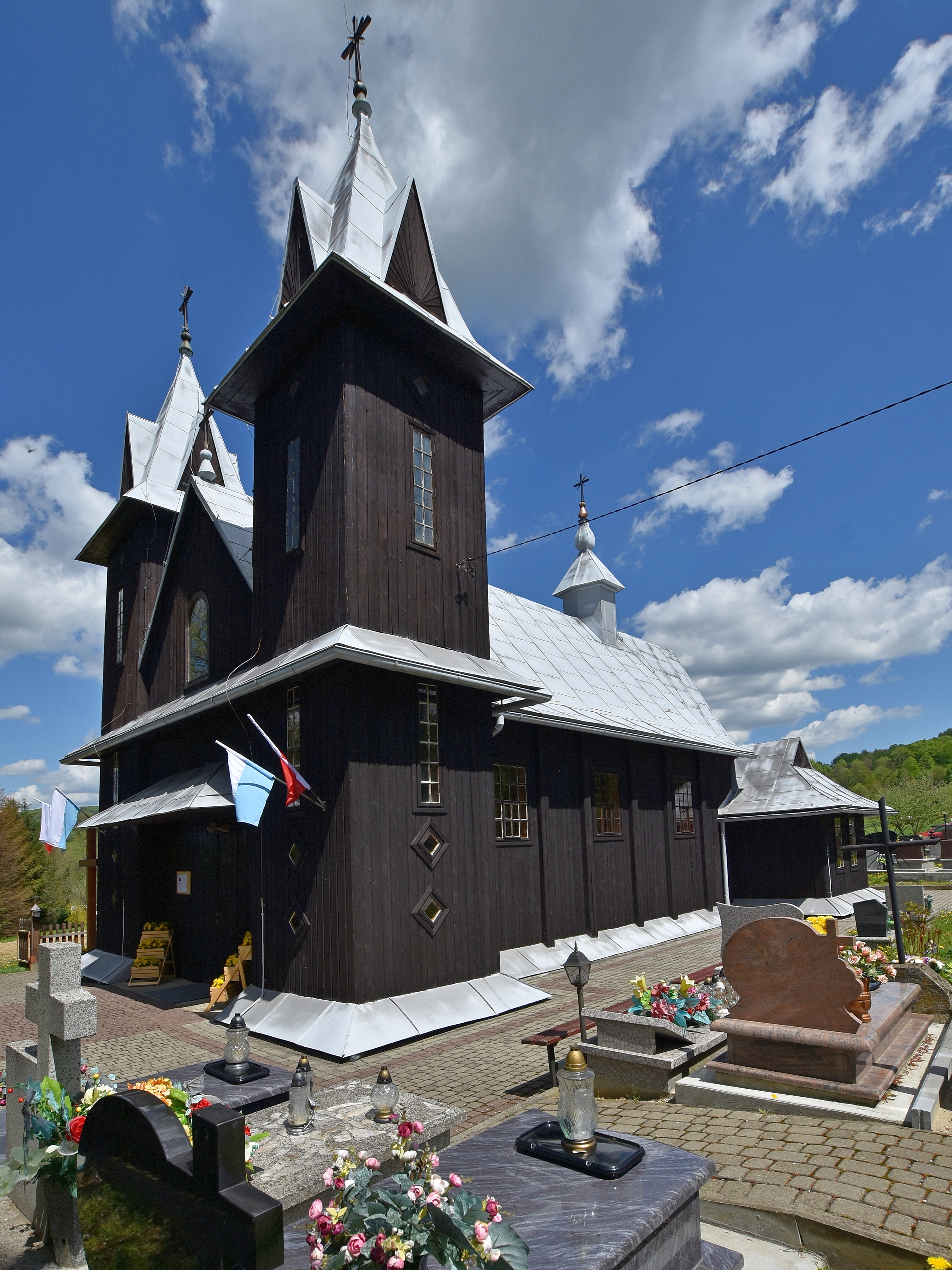
Elewacja frontowa
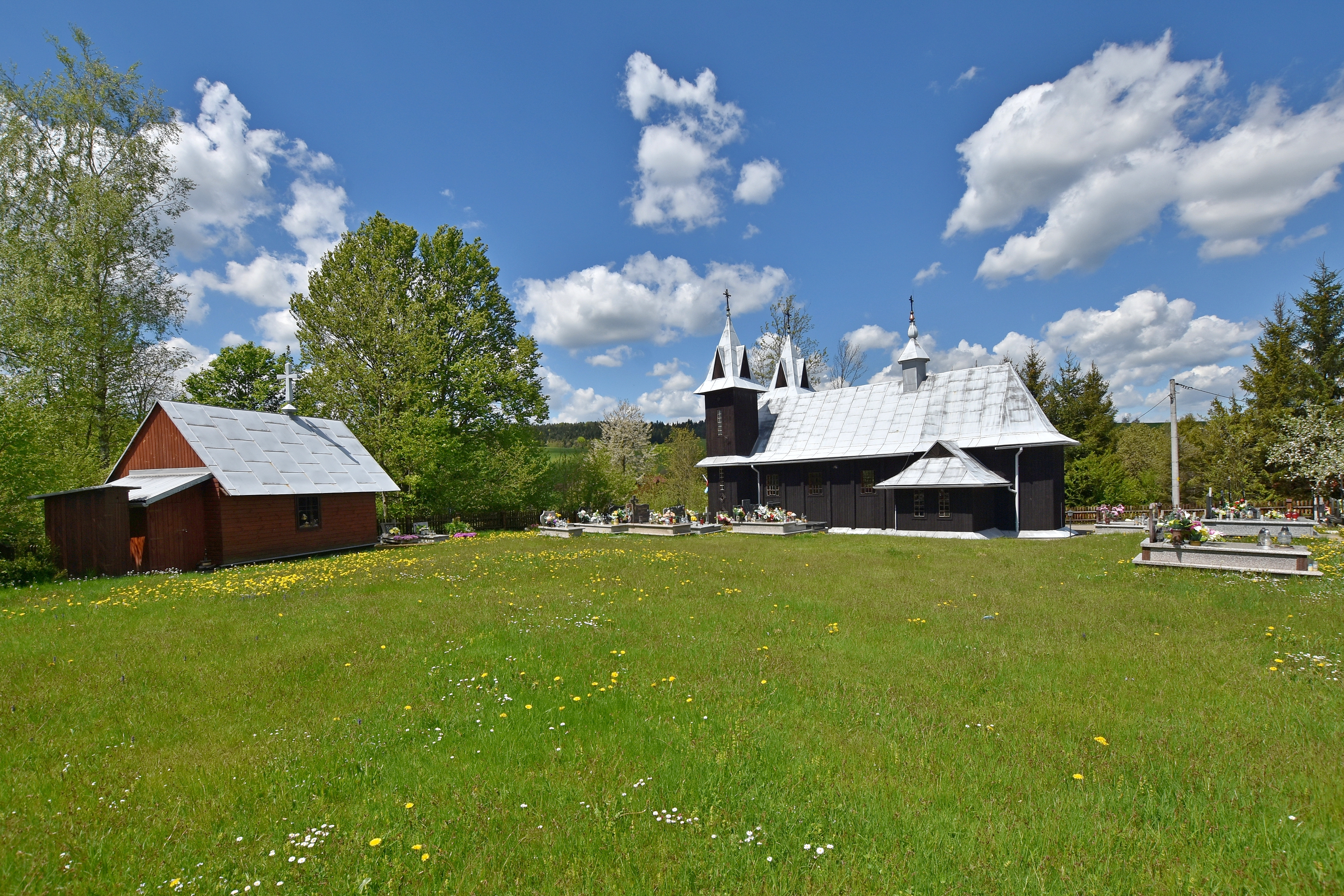
Widok ogólny
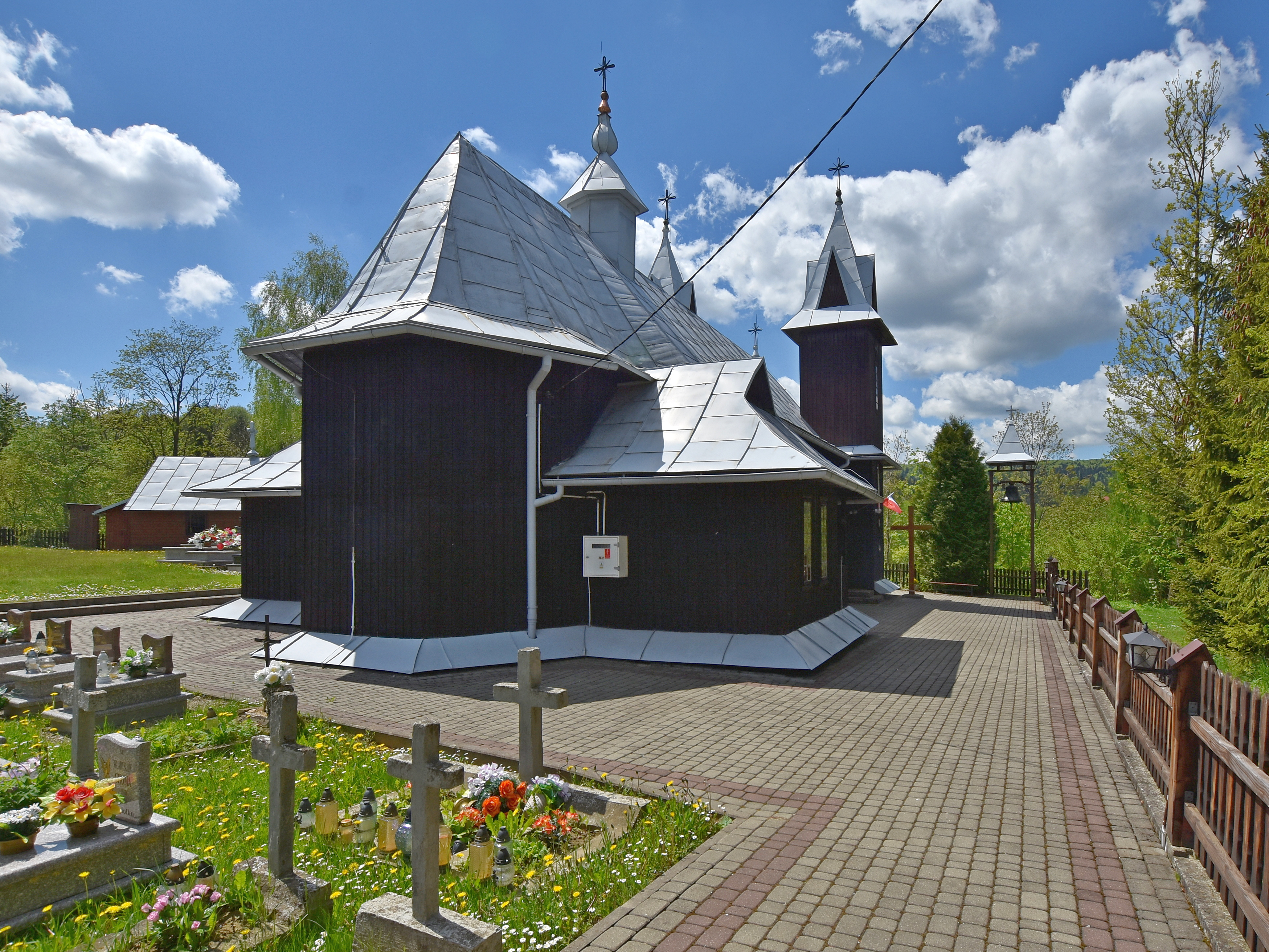
Widok od strony prezbiterium